# William Gilmore
William Evans Garrett Gilmore (Wayne, 16 febbraio 1895 – Filadelfia, 5 dicembre 1969) è stato un canottiere statunitense.

## Palmarès

### Olimpiadi
- Oro a Los Angeles 1932 nel due di coppia.
- Argento a Parigi 1924 nel singolo.